# Suosaari (ö i Finland, Södra Savolax, S:t Michel, lat 61,61, long 26,53)
Suosaari är en ö i Finland. Den ligger i sjön Suontee och i kommunen Hirvensalmi i den ekonomiska regionen  S:t Michel och landskapet Södra Savolax, i den södra delen av landet, 180 km nordost om huvudstaden Helsingfors. Öns area är 3,6 hektar och dess största längd är 350 meter i sydväst-nordöstlig riktning.